# أدريانو فيريرا بينتو
أدريانو فيريرا بينتو (بالبرتغالية:Adriano Ferreira Pinto) الشهير باسم فيريرا بينتو (مواليد 10 ديسمبر 1979 في كوينتا دو سول - البرازيل) لاعب كرة قدم برازيلي يلعب حاليا لصالح نادي الدرجة الأولى أتالانتا الإيطالي منذ 2006 في مركز الجناح الأيمن.

## وصلات خارجية
- أدريانو فيريرا بينتو على موقع قاعدة بيانات كرة القدم.إي يو (الإنجليزية)
- أدريانو فيريرا بينتو على موقع Soccerway.com (الإنجليزية)
- أدريانو فيريرا بينتو على موقع عالم كرة القدم.نت (الإنجليزية)